# Sibiřské úvaly
Sibiřské úvaly (rusky Сиби́рские Ува́лы) je geomorfologický celek v Rusku, který odděluje Jamalo-něnecký autonomní okruh a Jugru. Táhne se mezi dolními toky Obu a Jeniseje v délce 900 kilometrů od západu na východ, nejvyšší bod měří 278 m n. m.. Úvaly jsou významným rozvodím: pramení zde řeky Taz, Pur a Nadym, které tečou k severu do Karského moře, Kazym, Ljamin, Tromjegan a Vach směřují k jihu a vlévají se do Obu, zatímco Jeloguj na východ do Jeniseje. Terén je zvlněný, v období čtvrtohorního zalednění zde vznikly četné morény, střední část hřebene je snížená a převládají v ní bažiny. Podnebí je kontinentální, průměrná teplota v červenci činí 16,7 °C a v lednu –22,9 °C. Porost tvoří modřínová a borovicová tajga. Původními obyvateli jsou Chantové, Něnci a Selkupové. V oblasti se nacházejí bohatá ložiska ropy a zemního plynu, pro ubytování těžařů bylo v roce 1976 založeno město Nojabrsk. V roce 1998 byl za účelem ochrany místní krajiny vyhlášen přírodní park. 